# Salta (provincie)
Salta is een van de 23 provincies van Argentinië. Ze is gelegen in het noorden van het land. De provincie Salta heeft een oppervlakte van 155.488 km² er woonden in 2019 1.406.584 mensen, waarvan meer dan 600.000 in de gelijknamige hoofdstad Salta.
Aan Salta grenzen de provincies Formosa, Chaco, Santiago del Estero, Tucumán en Catamarca. Ook grenst Salta aan Jujuy. In het noorden grenst de provincie aan Bolivia en Paraguay, in het westen aan Chili.

## Geschiedenis
Salta is in 1582 door de Spanjaarden gesticht en was een belangrijke halte op de route van Buenos Aires naar Lima en een centrum van zilverwinning. Ook nu nog wordt er goud en zilver gewonnen. Verder worden er veel fossielen gevonden zoals die van Saltasaurus.
Salta ligt in de uitgestrekte vruchtbare Lerma-vallei. De stad Salta heeft een goed bewaard koloniaal centrum, met daarin het mooi gerestaureerde Cabildo uit de 17de eeuw. Dit bevat een interessante verzameling pre-inca artefacten uit de streek en biedt een overzicht van de turbulente geschiedenis van de stad.

## Bestuurlijke indeling
De provincie is bestuurlijk onderverdeeld in 23 departementen (Spaans: departamentos) 
en 57 gemeenten (Spaans: municipios).

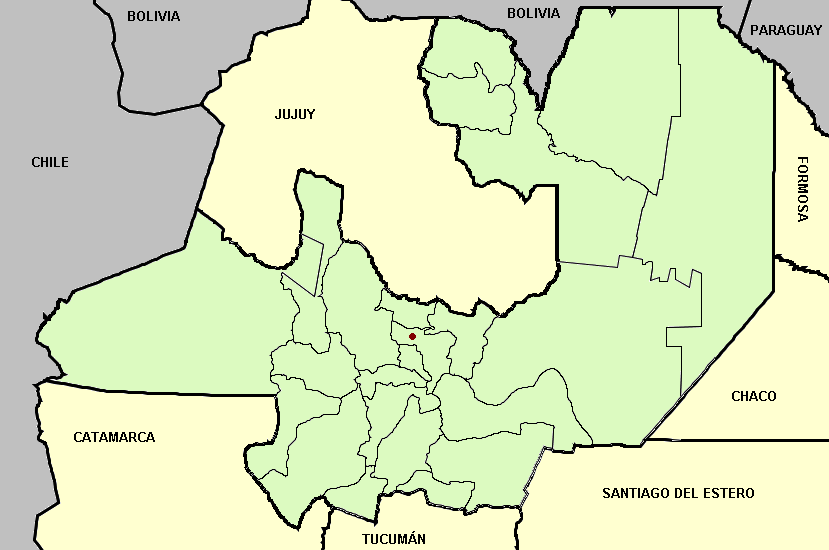
Bestuurlijke indeling van de provincie Salta en haar hoofdstad

| Departement | Departement                | Hoofdplaats                | Inwoners | Oppervlakte |
| ----------- | -------------------------- | -------------------------- | -------- | ----------- |
|             | Anta                       | Joaquín Víctor González    | 49.841   | 21.945 km²  |
|             | Cachi                      | Cachi                      | 7.280    | 2.925 km²   |
|             | Cafayate                   | Cafayate                   | 11.785   | 1.570 km²   |
|             | Capital                    | Salta                      | 472.971  | 1.722 km²   |
|             | Cerrillos                  | Cerrillos                  | 26.320   | 640 km²     |
|             | Chicoana                   | Chicoana                   | 18.248   | 910 km²     |
|             | General Güemes             | General Güemes             | 42.255   | 2.365 km²   |
|             | General José de San Martín | Tartagal                   | 139.204  | 16.257 km²  |
|             | Guachipas                  | Guachipas                  | 3.211    | 2.785 km²   |
|             | Iruya                      | Iruya                      | 6.368    | 3.515 km²   |
|             | La Caldera                 | La Caldera                 | 5.711    | 867 km²     |
|             | La Candelaria              | La Candelaria              | 5.286    | 1.525 km²   |
|             | La Poma                    | La Poma                    | 1.735    | 4.447 km²   |
|             | La Viña                    | La Viña                    | 7.152    | 2.152 km²   |
|             | Los Andes                  | San Antonio de los Cobres  | 5.630    | 25.636 km²  |
|             | Metán                      | San José de Metán          | 39.006   | 5.235 km²   |
|             | Molinos                    | Molinos                    | 5.565    | 3.600 km²   |
|             | Orán                       | San Ramón de la Nueva Orán | 124.029  | 11.892 km²  |
|             | Rivadavia                  | Rivadavia                  | 27.370   | 25.951 km²  |
|             | Rosario de la Frontera     | Rosario de la Frontera     | 28.013   | 5.402 km²   |
|             | Rosario de Lerma           | Rosario de Lerma           | 33.741   | 5.110 km²   |
|             | San Carlos                 | San Carlos                 | 7.208    | 5.125 km²   |
|             | Santa Victoria             | Santa Victoria Oeste       | 11.122   | 3.912 km²   |

## Galerij

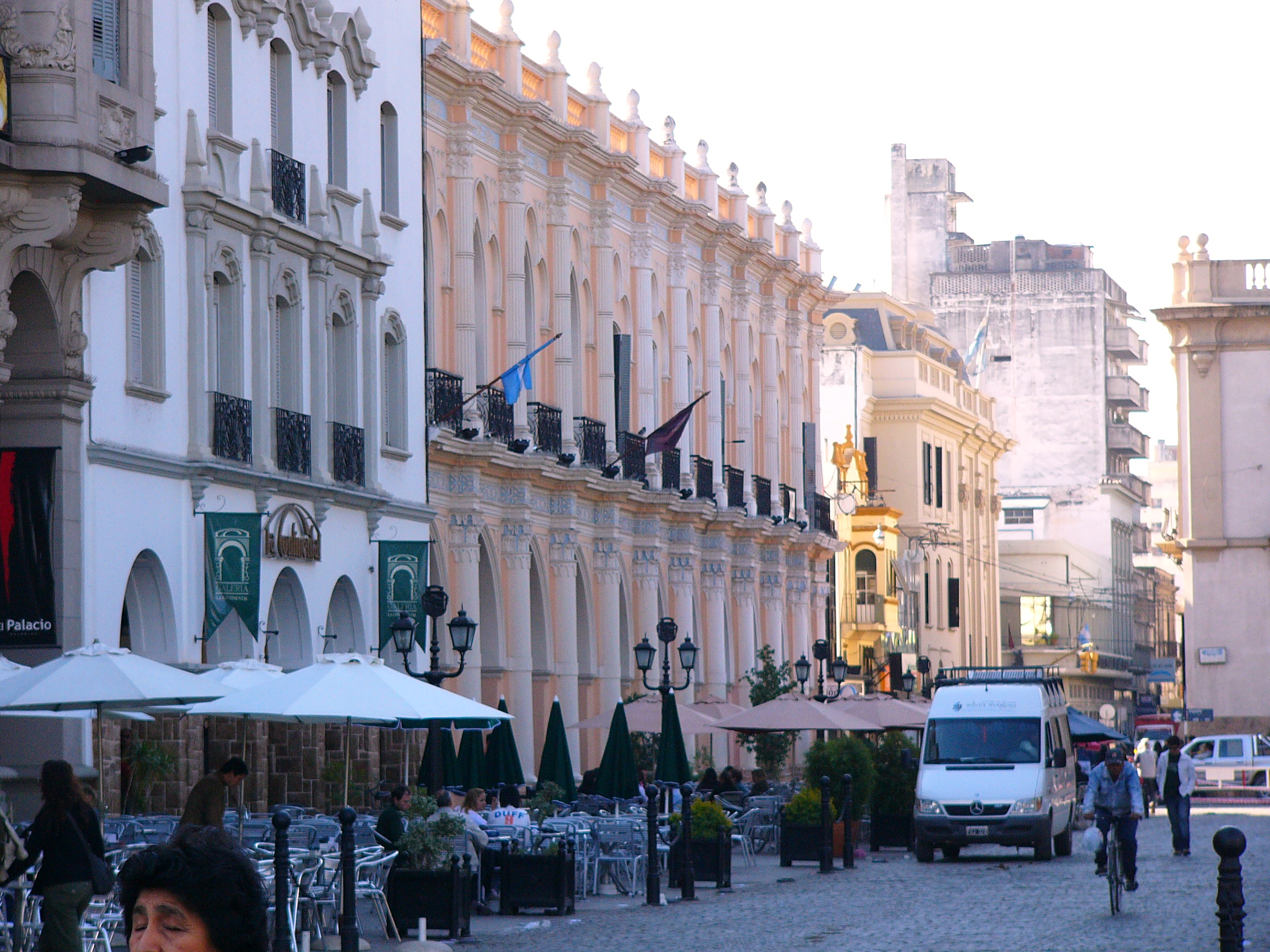
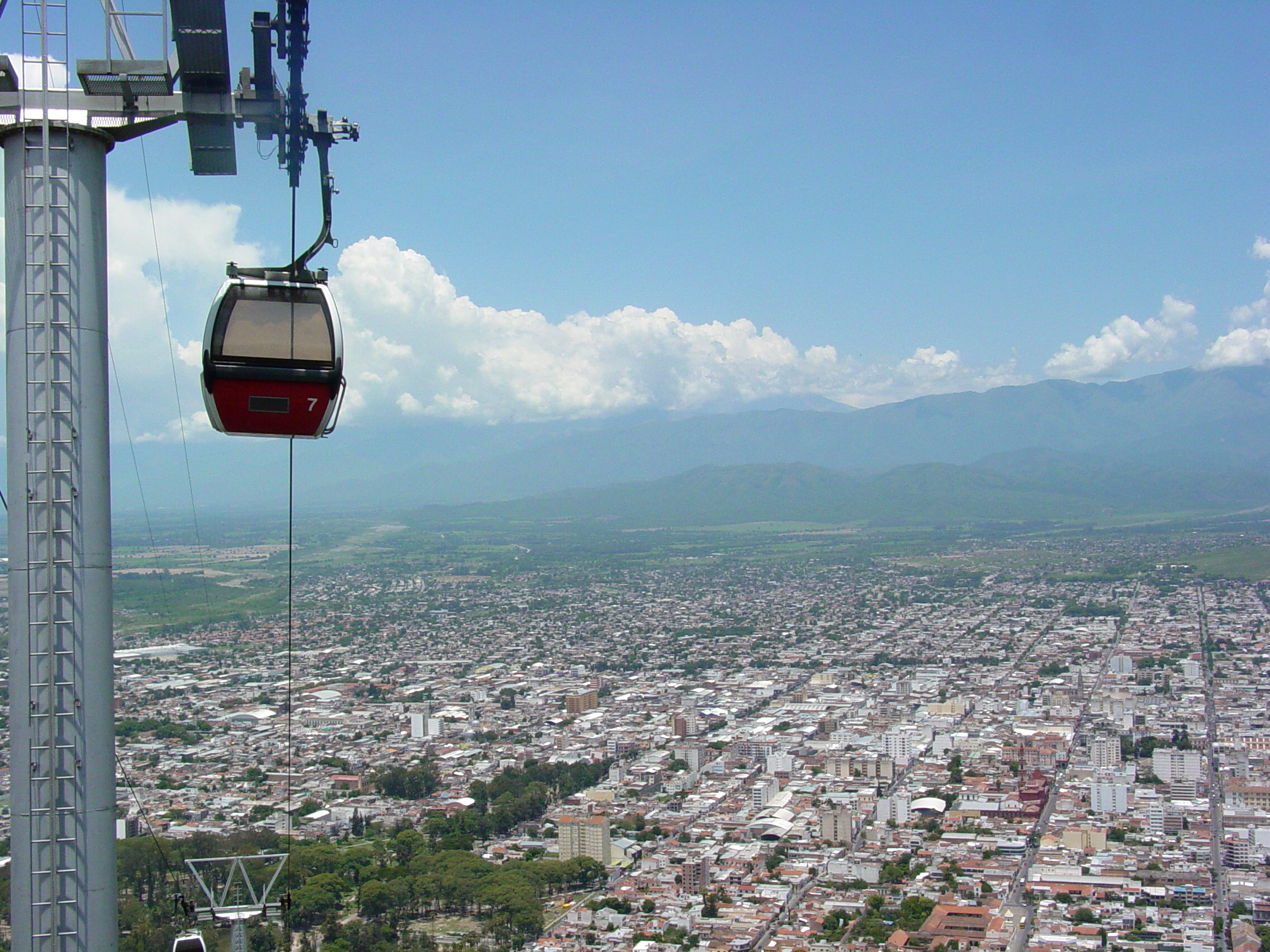
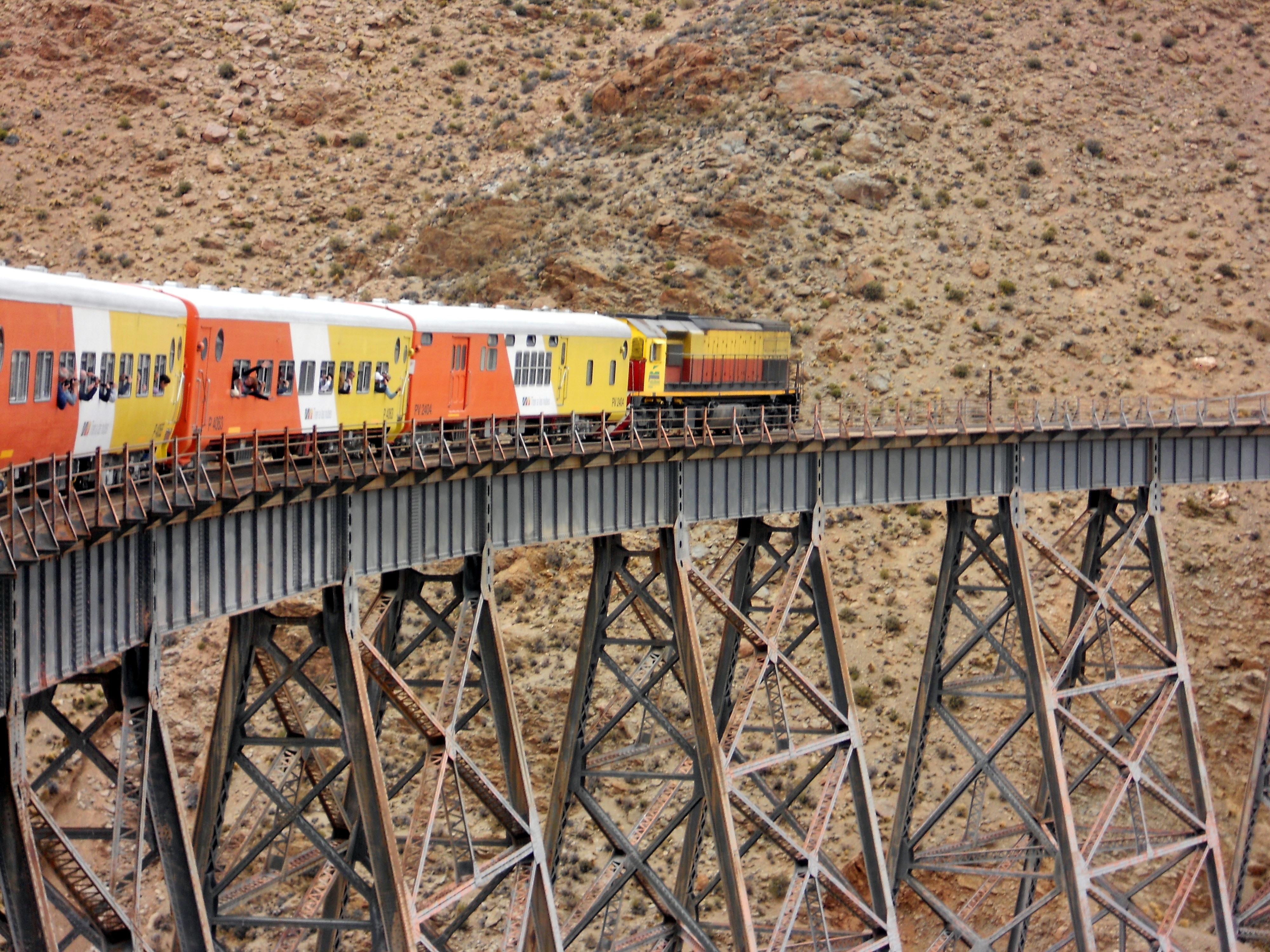
Toeristische spoorroute Tren a las Nubes
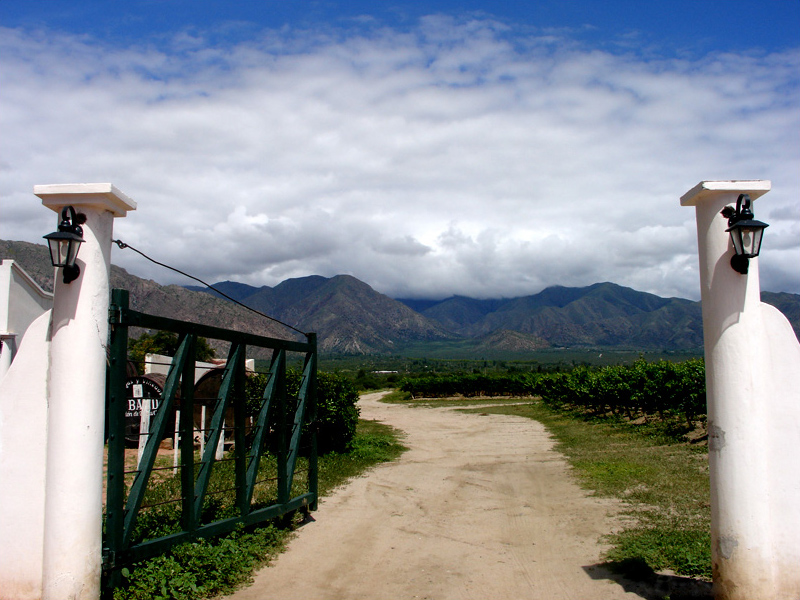
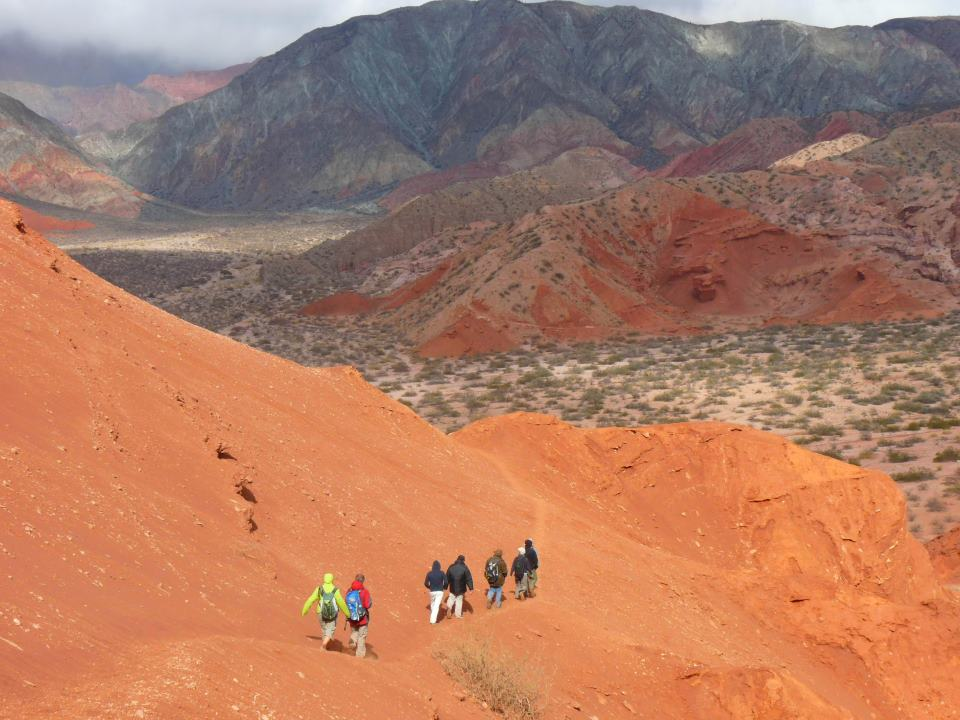
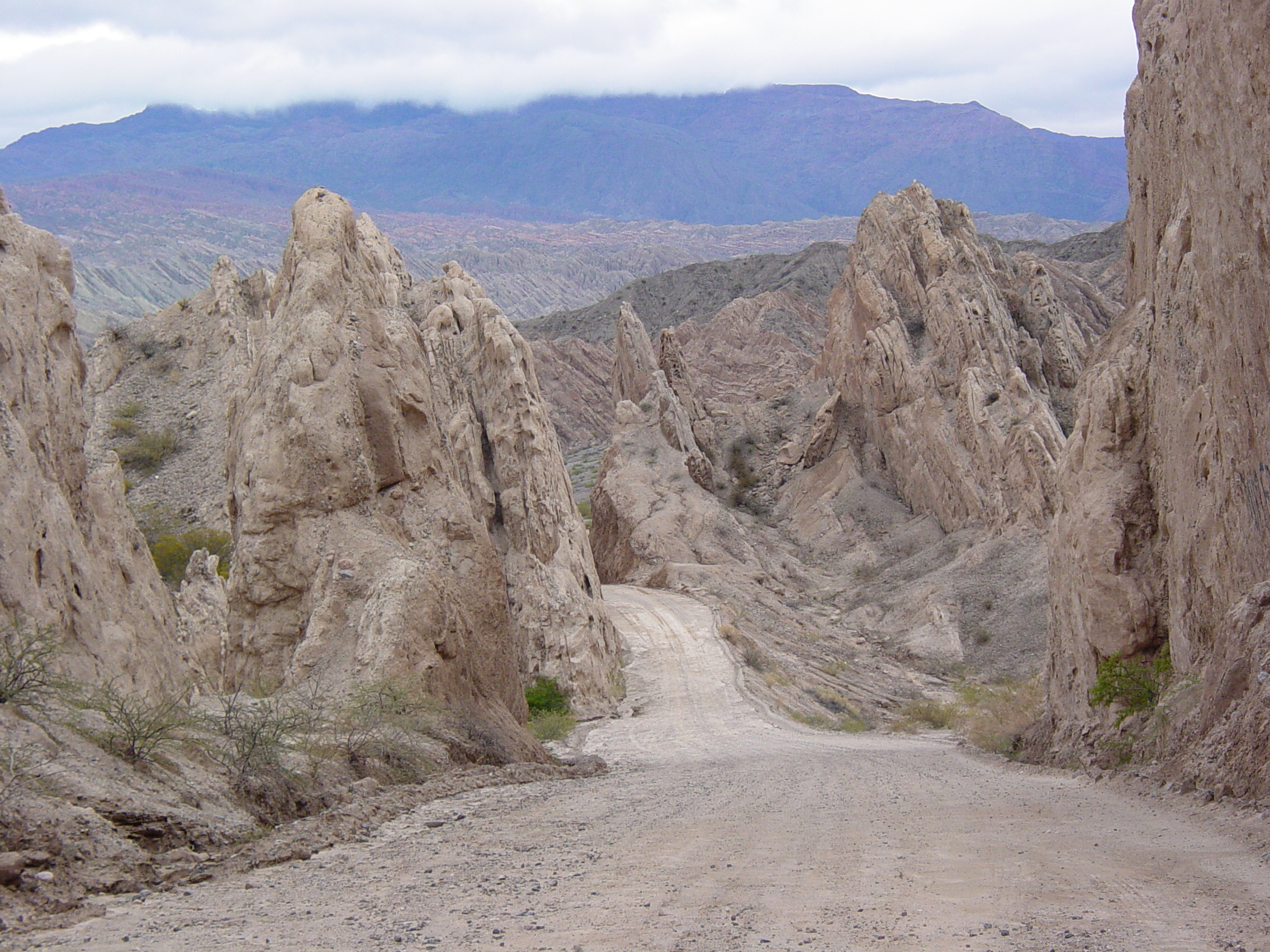
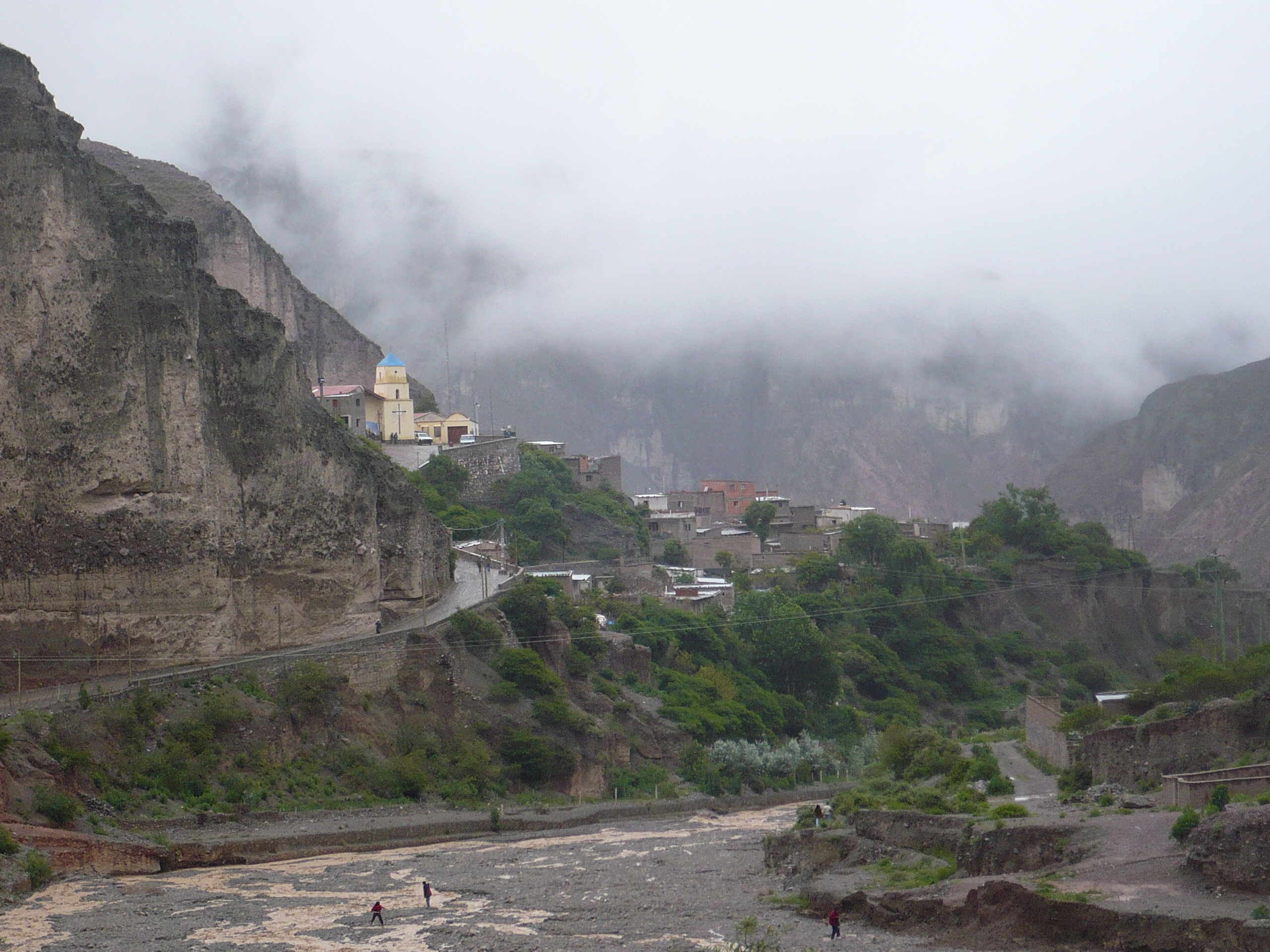
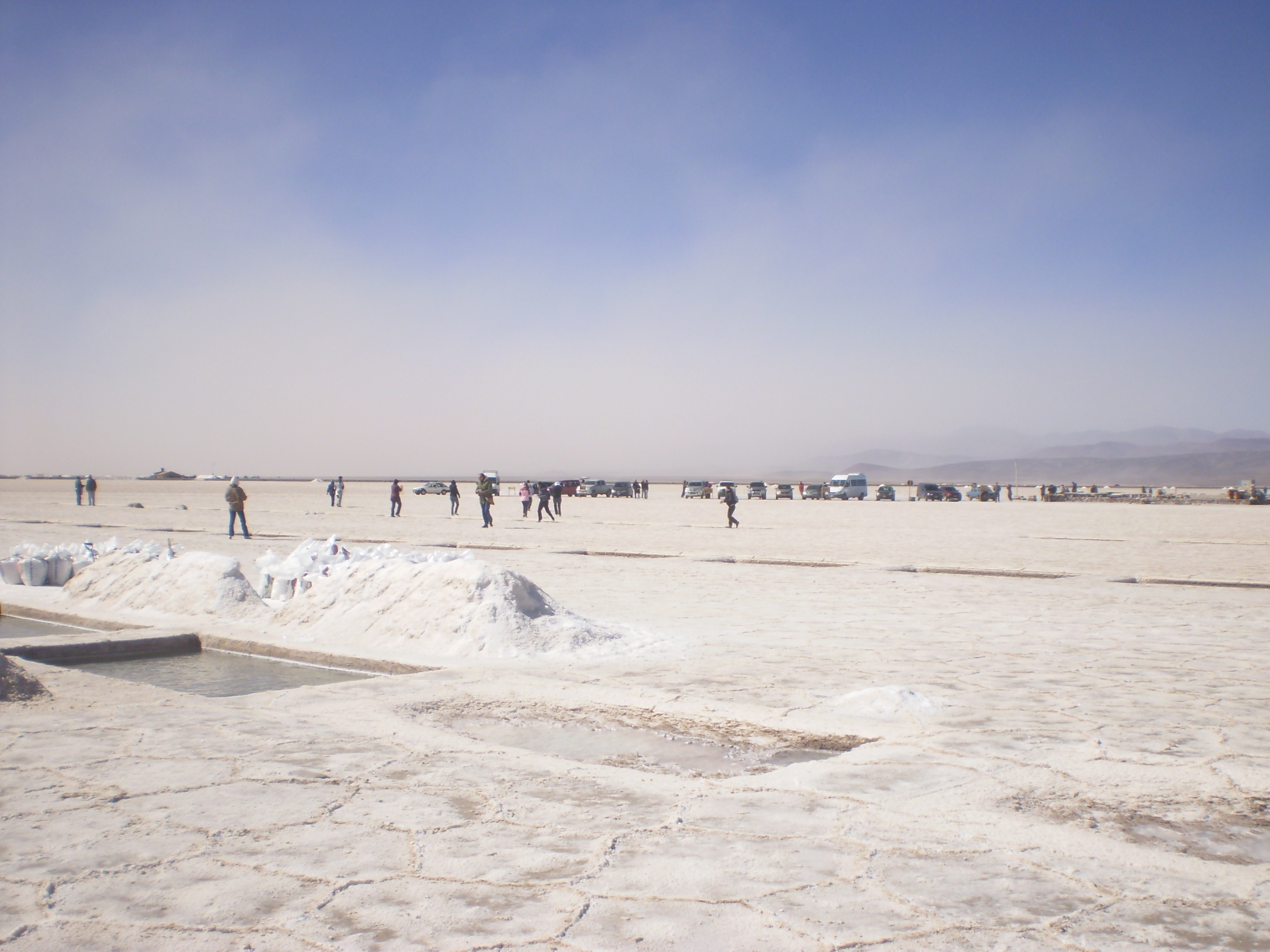
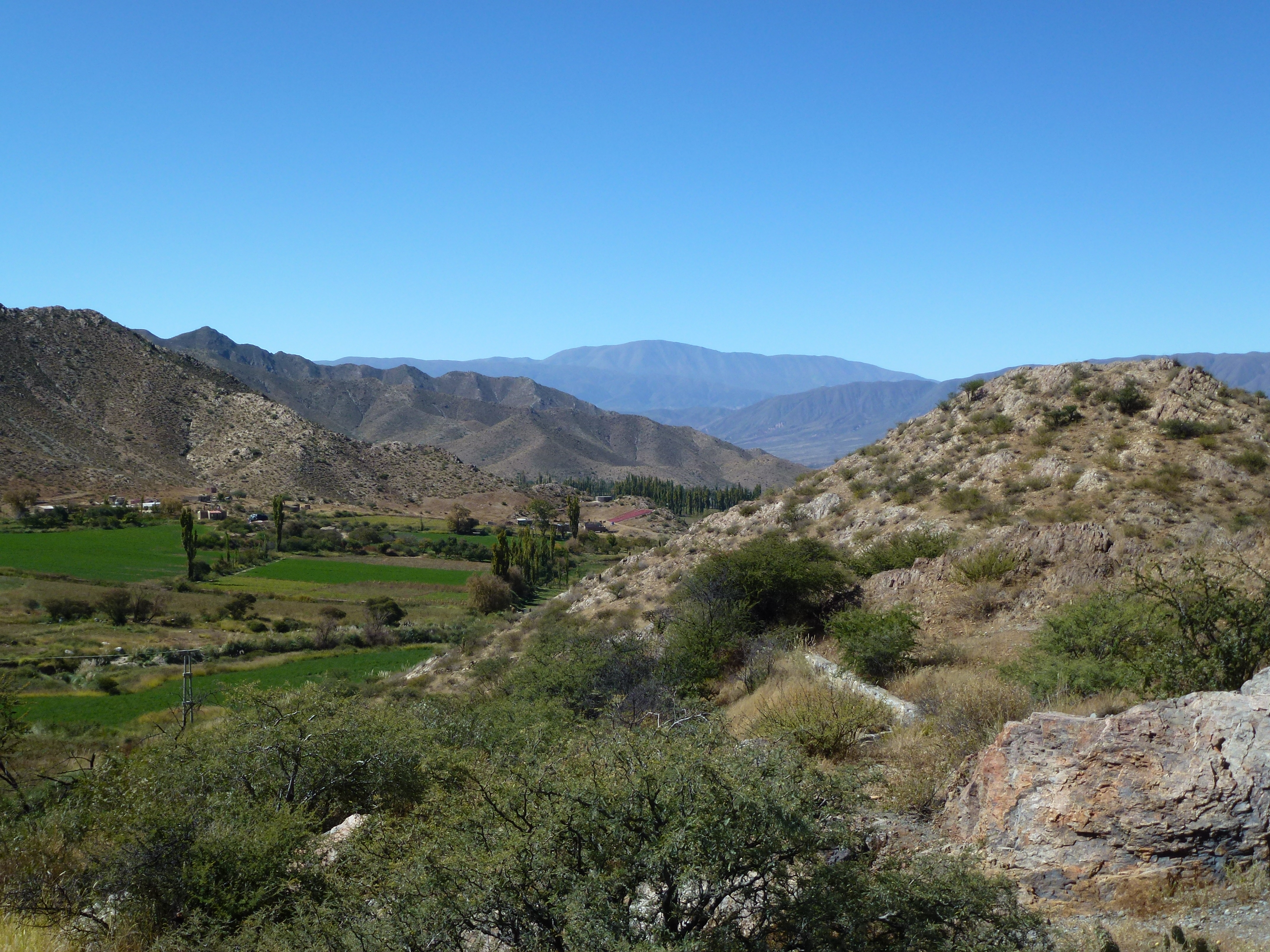
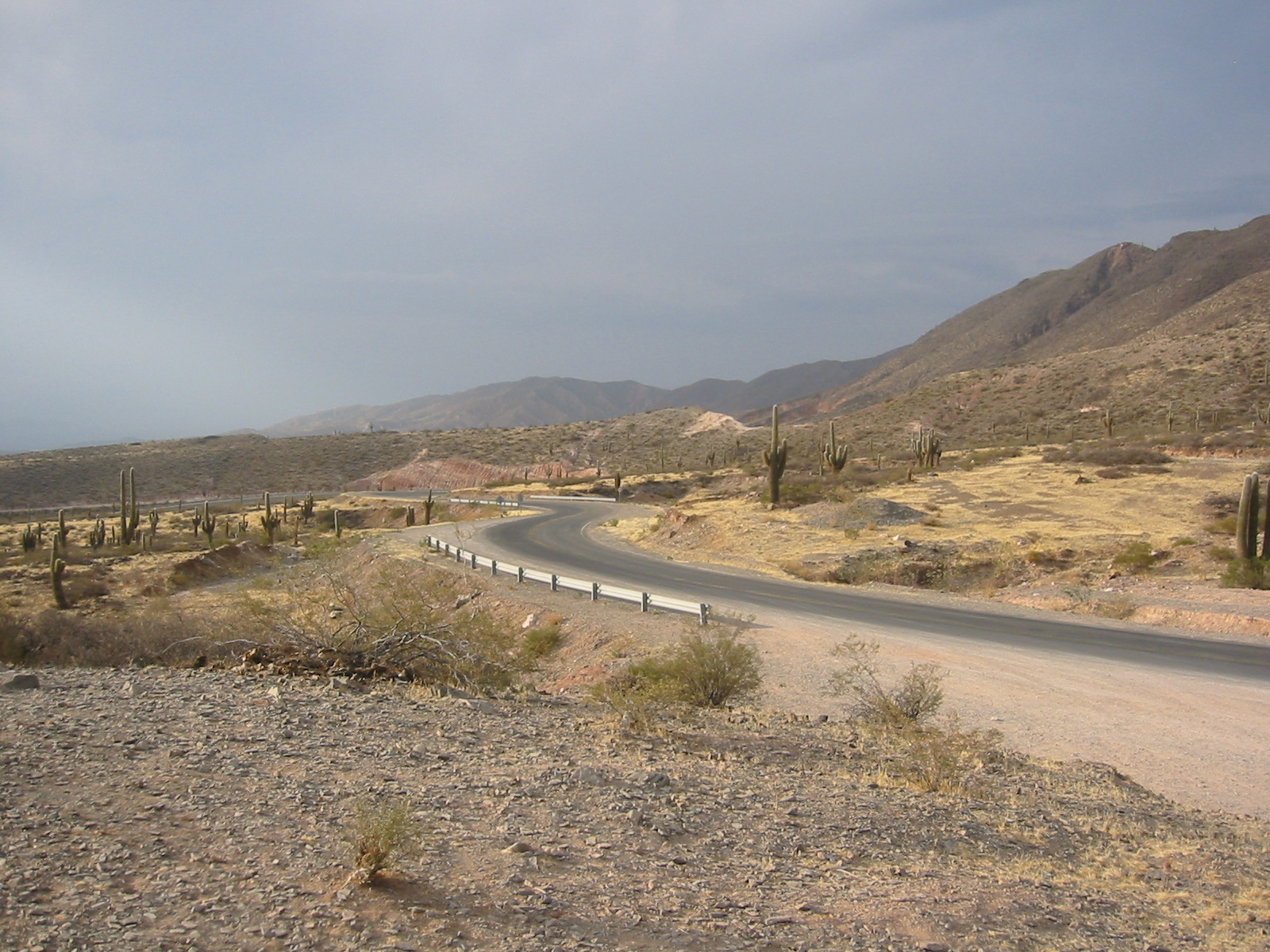

Buenos Aires · Catamarca · Chaco · Chubut · Córdoba · Corrientes · Entre Ríos · Formosa · Jujuy · La Pampa · La Rioja · Mendoza · Misiones · Neuquén · Río Negro · Salta · San Juan · San Luis · Santa Cruz · Santa Fe · Santiago del Estero · Tucumán · Vuurland, Antarctica en Zuid-Atlantische eilanden
De Argentijnse hoofdstad Buenos Aires valt als federaal district buiten de provinciale indeling.